# Sheriff Appeal Court

Royal Coat of Arms of the United Kingdom (Government in Scotland)

Die Sheriff Appeal Court ist ein schottisches Berufungsgericht in Straf- und Zivilsachen. Sitz des Gerichts ist das Courthouse am Lawnmarket, Edinburgh.

## Geschichte und Organisation
Die Sheriff Appeal Court ist vergleichbar den deutschen Landgerichten. Er ist die Berufungsinstanz der schottischen Sheriff Courts sowohl in Straf- als auch Zivilsachen. Dem Sheriff Appeal Court übergeordnet als Berufungsinstanz ist der Court of Session, das oberste Zivilgericht, und der High Court of Justiciary, das oberste Strafgericht Schottlands. Der Sheriff Appeal Court wurde erst mit dem durch die Empfehlungen Lord Gills angestossenen Courts Reform (Scotland) Act 2014 als schottisches Berufungsgericht eingeführt, das insbesondere den Court of Session von Aufgaben entlastete.